# Senecio giessii
Senecio giessii là một loài thực vật có hoa trong họ Cúc. Loài này được Merxm. miêu tả khoa học đầu tiên.